# Nalec
Nalec è un comune spagnolo di 101 abitanti situato nella comunità autonoma della Catalogna.